# 화려한 사기꾼
화려한 사기꾼(Dirty Rotten Scoundrels)은 미국에서 제작된 프랭크 오즈 감독의 1988년 코미디, 범죄 영화이다. 스티브 마틴 등이 주연으로 출연하였고 버나드 윌리엄스 등이 제작에 참여하였다.

## 출연

### 주연
- 스티브 마틴
- 마이클 케인

### 조연
- 글렌 헤들리
- 안톤 로저스
- 바바라 해리스
- 이언 맥디어미드
- 도나 아이비
- 메건 페이
- 프란시스 콘로이

## 제작진
- 미술: 로이 워커
- 의상: 마릿 알렌